# 核桃樹林 (華盛頓州)
核桃樹林區（英語：Walnut Grove）是美国华盛顿州克拉克县的一個普查规定居民点（CDP），2000年美國人口普查時人口為7,164人。
根據華盛頓州地區人均所得，核桃樹林在華盛頓州522個地區中排第78名。